# Heinrich Schwenterley
Friedrich Heinrich Christian Schwenterley (* 22. August 1749 in Göttingen; † 14. Dezember 1814 in Göttingen) war ein deutscher Kupferstecher und Miniaturmaler.

## Leben
Schwenterley arbeitete in Göttingen und war hier seit 1791 als Universitätskupferstecher der Georg-August-Universität tätig. Erhalten sind zahlreiche von ihm gestochene Professorenporträts bekannter Göttinger Hochschullehrer seiner Zeit, darunter das von Johann Dominik Fiorillo nach dessen eigener Vorlage. Georg Christoph Lichtenberg hielt sein Porträt in den Sudelbüchern fest und gibt dort mit „Schwenterlein ... mich gemalt“ den Hinweis darauf, dass Schwenterley eigentlich wohl Schwenderlein hieß. Das Städtische Museum Göttingen verfügt über ein Selbstbildnis als Miniatur wie auch über ein von Schwenterley gefertigtes Miniaturbildnis des Buchhändlers Aderholz. Er signierte 1790 das Porträt des Juristen Georg Ludwig Böhmer mit „H. Schwenterleij“ und z. B. 1801 mit „Schwenterley Universitäts-Kupferstecher zu Göttingen“.